# 100 рассказов из истории медицины
«100 рассказов из истории медицины. Величайшие открытия, подвиги и преступления во имя вашего здоровья и долголетия» — научно-популярная книга Михаила Шифрина про историю доказательной медицины в XVI—XX веках.
Книга соствена из заметок в авторском блоге.
Книга вошла в короткий список премии «Просветитель».
Опубликована в издательстве «Альпина Паблишер» в 2019 году.

## Об авторе
Михаил Шифрин — научный журналист и писатель.
Получил образование в Российском химико-технологическом университете им. Д. И. Менделеева.
Автор книги сотрудничал с «НТВ», «Эхом Москвы», «Амедиа» и «Вокруг света».
Он — главный редактор «Яндекс Практикума».

## Содержание
В книге описываются значительные медицинские открытия, процессы излечения от смертельных болезней и изобретение важнейших лекарств, а также есть биографии людей, которые сделали медицинские открытия.
К примеру, автор рассказывает о том, когда врачи стали не только удалять зубы, но и стали стараться их сохранять, когда появилась новокаиновая анестезия или было проведено первое клиническое исследование с рандомизированными группами.
Книга включает в себя сто глав.
В каждой главе описывается какое-то конкретное событие, вследствие которого было сделано то или иное открытие в медицинской сфере.
Главы располагаются в хронологическом порядке.